# 金持ち喧嘩せず
金持ち喧嘩せず（かねもちけんかせず）は、麻雀が由来のことわざ。

## 概要
金持ちというのは、喧嘩をしても得をすることは無いために、人とは争わないということである。金持ちというのはとかく利にさといために、計算にあわないということは決してしないということを例えて金持ち喧嘩せずという事もある。有利な立場にある者は、争ったならばその立場を失うことになるために人とは争わないということを意味する場合もある。勝負事を行っている際に優位に立った者が、小さなことは相手に譲って相手にしないということを意味してこの言葉が用いられる場合もある。金持ちは喧嘩をする前に損得勘定をして、リスクがあると判断したならば喧嘩をしないという意味でこの言葉が用いられる場合もある。
金に余裕があるならば心にも余裕ができるため、このことから金持ちは些細な喧嘩をしないということでもある。心にも余裕があるというのは、社会的地位が安定して経済的に余裕ができている状態であり、そのようになりはじめて困っている人に手を差し伸べたり慈善事業を行うことが可能になるのである。つまり貯蓄や金がたくさんあるということで、その人の性格や態度にも影響して、心の余裕にもつながるということである。
本当の金持ちの人だけでなく、人格者の振る舞いに対して金持ち喧嘩せずという事もある。態度に余裕があったり周囲に尊敬されている人というのは、このことが振る舞いに現れているため、金持ちでない場合でも喧嘩をしないためにこのように言われているのである。

## 由来
この金持ち喧嘩せずということわざの由来は麻雀からである。麻雀というのは4人で勝負するゲームで、この4人のうちで最も多くの得点を手にしたプレイヤーが勝ちとなるゲームである。麻雀においての金持ちというのは、麻雀が行われている最中に多くの得点を手にしているために、その時点で勝っているプレイヤーのことである。そしてこのような有利な状態であるプレイヤーというのはリスクを冒してまで賭けに出る必要は無いのである。勝っている状態で手が悪いならば、そこではさっさと降りてゲームを進めて勝ち逃げをした方が得策なのである。このように有利な立場のプレイヤーは賭けに出ないということが金持ち喧嘩せずということなのである。この麻雀というゲームはリスクマネジメントをうまく行ったならば、このことにより金持ちになれるという様子が現れており、このことが金持ち喧嘩せずということわざの語源となったのである。